# Finn Tveter
Finn Ivar Tveter (* 19. November 1947 in Oslo; † 30. Juli 2018 ebenda) war ein norwegischer Ruderer, der 1976 eine olympische Silbermedaille gewann.

## Sportliche Karriere
Der 1,94 m große Finn Tveter vom Norske Studenters Roklub aus Oslo startete bei den Weltmeisterschaften 1970 in St. Catharines zusammen mit Petter Wærness, Tom Welo, Alf John Hansen und Steuermann Finn Aronsen im Vierer mit Steuermann. Die Norweger gewannen die Bronzemedaille hinter den Booten aus der BRD und aus der DDR. Im Jahr darauf bei den Europameisterschaften 1971 in Kopenhagen belegte die norwegische Crew mit Anders Formo als Steuermann den siebten Platz. 
Im Jahr darauf trat der Vierer bei den Olympischen Spielen 1972 in München mit Jørgen Cappelen als Steuermann an. Im ersten Vorlauf belegte das Boot den fünften Platz. Im Hoffnungslauf erreichten die Norweger den dritten Platz und rückten damit ins Halbfinale. Dort kamen die Norweger wie im Vorlauf als Fünfte ins Ziel. Im B-Finale ruderten die Norweger auf den dritten Platz und belegten somit in der Gesamtabrechnung den neunten Platz. 1973 bei den Europameisterschaften in Moskau trat der Vierer in der gleichen Besetzung wie 1972 an und erreichte den fünften Platz.
Bei den Olympischen Spielen 1976 in Montreal traten Rolf Andreassen, Arne Bergodd, Finn Tveter und Ole Nafstad im Vierer ohne Steuermann an. Im dritten Vorlauf gewann das Boot aus der DDR vor dem Boot aus der Sowjetunion und den Neuseeländern, diese drei Boote erreichten direkt das Halbfinale. Die viertplatzierten Norweger mussten in den Hoffnungslauf, den sie hauchdünn vor den Kanadiern gewannen. Im ersten Halbfinale qualifizierten sich die Boote aus der DDR, aus Kanada und aus Neuseeland für das Finale, das zweite Halbfinale gewannen die Norweger vor den Booten aus der Sowjetunion und aus der Bundesrepublik Deutschland. Im Finale siegte das Boot aus der DDR mit fast vier Sekunden Vorsprung auf die Norweger, dahinter erreichte mit etwa einer Sekunde Rückstand das Boot aus der UdSSR vor den Neuseeländern das Ziel.
Nach seiner sportlichen Karriere war Finn Tveter als Jurist tätig. Er war viele Jahre lang Vorsitzender des norwegischen Immobilienmaklerverbands.